# Lista över offentlig konst i Nacka kommun
Lista över offentlig konst i Nacka kommun är en ofullständig förteckning över utomhusplacerad offentlig konst i Nacka kommun.
| Titel                                                           | Konstnär(er)                           | Årtal | Beskrivning                       | Typ - material                                                   | Stadsdel/ort | Plats Koordinater                                                                             | ID          | Bild                         |
| --------------------------------------------------------------- | -------------------------------------- | ----- | --------------------------------- | ---------------------------------------------------------------- | ------------ | --------------------------------------------------------------------------------------------- | ----------- | ---------------------------- |
| Väntans fönster                                                 | Okänd                                  |       |                                   | Rosfri stål och LED-belysning                                    |              | Korsningen Vikdalsvägen och Griffelvägen Nacka 59.31004, 18.16203                             |             | Väntans fönster              |
| Gymnaster                                                       | Eric Elfvén                            | 1993  |                                   | Brons, granit                                                    |              | Björknässkolan 59.3122, 18.23917                                                              | k0182/5003  |                              |
| Fågel                                                           | Alf ten Siethof                        |       |                                   | Fasadsmyckning - Mosaik                                          |              | Igelboda skola 59.28691, 18.27552                                                             | k0182/5014  | Fågel                        |
| Okänd titel                                                     | Martin Hansson                         | 1996  |                                   | Fasadutsmyckning - stengods                                      |              | Jarlabergsskolan koordinater saknas                                                           | k0182/5016  |                              |
| Draken                                                          | Ann Ahlbom Sundqvist                   | 1999  |                                   | Skulptur - betong, mosaik                                        |              | Järla skola koordinater saknas                                                                | k0182/5019  |                              |
| Sputnik                                                         | Aston Forsberg                         | 1974  |                                   | lekskulptur - plast                                              |              | Saltängens skola 59.30912, 18.21301                                                           | k0182/5021  | Sputnik                      |
| Trollöra                                                        | Sixten Haage                           |       |                                   | Skulptur - glasfiber                                             |              | Sigfridsborgsskolan koordinater saknas                                                        | k0182/5024  |                              |
| Molnet                                                          | Carl-Emil Berglin                      | 1972  |                                   | Skulptur - Aluminium                                             |              | Skuru skola 59.31278, 18.20927                                                                | k0182/5026  | Molnet                       |
| Lek i träd                                                      | Tony Lindgren                          | 1998  |                                   | Brons                                                            |              | Solsidans skola koordinater saknas                                                            | k0182/5028  |                              |
| Okänd titel                                                     | Karin Lind                             | 1999  |                                   | Betong                                                           |              | Strandparksskolan koordinater saknas                                                          | k0182/5031  |                              |
| Lusthus                                                         | Gunnar Larson                          |       |                                   | Trä                                                              |              | Nacka gymnasium, innergård hus E 59.31065, 18.15067                                           | k0182/5036a |                              |
| Okänd titel                                                     | Maria Brofelth Svalsten                | 1998  |                                   | Betong                                                           |              | Brannhällsskolan, Sandövägen 1 koordinater saknas                                             | k0182/5042c |                              |
| Timmarnas bro                                                   | Tia Johansson                          | 2002  |                                   | område med målad träskulptur/bro, solur, dike med mosaik         |              | Lännersta skola, Lännerstavägen 1 59.30704, 18.25684                                          | k0182/5046a |                              |
| Amphitheater                                                    | Liv Due                                | 2001  |                                   | Granit                                                           |              | Gillevägen 5 koordinater saknas                                                               | k0182/5048  |                              |
| Okänd titel                                                     | Mari Pårup                             | 2001  |                                   |                                                                  |              | Sigfridsborgsskolan, Evalundsvägen 37 koordinater saknas                                      | k0182/5049  |                              |
| Tecken                                                          | Gun Lindblad                           | 2000  |                                   |                                                                  |              | Myrsjöskolan, Mensättravägen 42 59.33248, 18.2679                                             | k0182/5057b |                              |
| Okänd titel                                                     | Barbro Hedström                        | 1999  |                                   | Brännlackerad plåt på vägg, samt lekskulptur                     |              | Ektorps skola, Skogsstigen 40 koordinater saknas                                              | k0182/5058a |                              |
| Okänd titel                                                     | Okänd                                  |       |                                   |                                                                  |              | , koordinater saknas                                                                          | k0182/5060C |                              |
| ROSE                                                            | Monika Larsen Dennis                   | 2015  |                                   | betong                                                           |              | Järla skola, Järlaskolväg 21 koordinater saknas                                               | k0182/5061  |                              |
| Pingvin med unge                                                | Gunnel Frieberg                        |       |                                   | Brons                                                            |              | Saltängens förskola, Tranvägen 12 koordinater saknas                                          | k0182/5203  |                              |
| Lejonunge                                                       | Gunnel Frieberg                        |       |                                   | Brons                                                            |              | Kummelnäs förskola, Kummelnäsvägen 81 koordinater saknas                                      | k0182/5207  |                              |
| Okänd titel                                                     | Dina Hviid                             |       |                                   | Mosaik, betong                                                   |              | Granatens förskola, Sandövägen 1 koordinater saknas                                           | k0182/5212  |                              |
| Groda och vattentrappa                                          | Marianne Jonsson                       | 1998  |                                   |                                                                  |              | Källans förskola, Bragevägen 36 koordinater saknas                                            | k0182/5215  |                              |
| Okänd titel                                                     | Staffan Tilander                       |       |                                   | Emalj                                                            |              | Ulvsjöns förskola, Ulvsjöstigen 17 koordinater saknas                                         | k0182/5220  |                              |
| Okänd titel                                                     | Gert Andersson                         | 1997  |                                   | Trä                                                              |              | Humlans förskola, Björnmossevägen 16 koordinater saknas                                       | k0182/5221  |                              |
| Okänd titel                                                     | Bitte Jonason Åkerlund                 | 2012  |                                   |                                                                  |              | Ryssbergets förskola, Ryssbergsvägen 3 koordinater saknas                                     | k0182/5222b |                              |
| Okänd titel                                                     | Backa Carin Ivarsdotter                | 2014  |                                   |                                                                  |              | Kristallens förskola, Järla Skolväg 6 koordinater saknas                                      | k0182/5223  |                              |
| O-muren                                                         | Simon Häggblom Karin Lind              | 2014  |                                   |                                                                  |              | Henriksdals förskola, Henriksdalsringen 4 koordinater saknas                                  | k0182/5224  |                              |
| Okänd titel                                                     | Karin Lind                             | 2001  |                                   |                                                                  |              | Bagarsjöns förskola, Liljekonvaljens Väg 2 koordinater saknas                                 | k0182/5225b |                              |
| Okänd titel                                                     | Dina Hviid                             | 2007  |                                   | Konst & naturstig                                                |              | Kummelnäs förskola, Kummelnäsvägen 81 koordinater saknas                                      | k0182/5227c |                              |
| Lois                                                            | Ann-Charlotte Fornhed                  | 2014  |                                   |                                                                  |              | Källängens förskola, Mensättravägen 42 koordinater saknas                                     | k0182/5228f |                              |
| Kurragömma                                                      | Anna Svensson                          | 2014  |                                   | glasfiberarmad polyester, gelcoat                                |              | Isis förskola, Igelbodavägen 2 koordinater saknas                                             | k0182/5229  |                              |
| Sandkilen                                                       | Percy Andersson Bo Thorén Dag Malmberg |       |                                   | Lekskulptur - furu och natursten                                 |              | Älta Gårds förskola, Älta Gårdsvägen 4 koordinater saknas                                     | k0182/5231  |                              |
| Krumbukten                                                      | Olle Magnusson                         | 2012  |                                   |                                                                  |              | Vilans förskola, Danvikshemsvägen 4 koordinater saknas                                        | k0182/5232j |                              |
| Smörblomma                                                      | Renée Lord                             | 2001  |                                   | Vattenskulptur                                                   |              | Smörblommans förskola, Norrstigen 23 koordinater saknas                                       | k0182/5233a |                              |
| Grodla                                                          | Amalia Årfelt                          | 2012  |                                   | Betong, järn                                                     |              | Nyckelpigan koordinater saknas                                                                | k0182/5236  |                              |
| Okänd titel                                                     | Birgitta Muhr                          | 2011  |                                   | Emalj                                                            |              | Hedvigslunds förskola koordinater saknas                                                      | k0182/5237O |                              |
| Tid och rum                                                     | Mats Olofgörs Bert Laurin              | 1984  |                                   | Skulpturgrupp - Granit                                           |              | Henriksdalsberget, Henriksdalsringen 119-121 koordinater saknas                               | k0182/5501  |                              |
| The Flow of Continuity                                          | Johanna Hvessalo                       | 1995  |                                   | Metall                                                           |              | Ryssberget, till vänster (från Stockholm) om Värmdöleden efter Svindersvik koordinater saknas | k0182/5502  |                              |
| Två visenter                                                    | Arvid Knöppel                          | 1967  |                                   | Skulpturgrupp - Brons                                            |              | Alphyddan, Alphyddevägen koordinater saknas                                                   | k0182/5503  |                              |
| Okänd titel                                                     | Eva Grytt                              |       |                                   | Träskulptur och snäcka                                           |              | Tallidsgården, Helgesons Väg 5 koordinater saknas                                             | k0182/5504B |                              |
| 2:an                                                            | Mikael Pauli                           | 2011  |                                   |                                                                  |              | 2:ans fritidsgård, Granitvägen 2 59.30939, 18.16224                                           | k0182/5514  | 2:an                         |
| Del av helhet, helhet av del                                    | Bertil Herlow Svensson                 | 1976  |                                   | Aluminium                                                        |              | Orminge centrum, Kanholmsvägen 59.32572, 18.25828                                             | k0182/5520  | Del av helhet, helhet av del |
| Spelande tjäder                                                 | Torsten Renqvist                       | 1998  |                                   | Brons                                                            |              | Myrsjöns festplats, Hasseluddsvägen koordinater saknas                                        | k0182/5521  |                              |
| Horisontdykaren                                                 | Torsten Renqvist                       | 1998  |                                   | Brons                                                            |              | Velamsund, Velamsunds gård koordinater saknas                                                 | k0182/5522  |                              |
| Näckrosen                                                       | Dina Hviid                             | 1998  |                                   | Vattenskulptur                                                   |              | Kompassen, Kompassvägen 2 koordinater saknas                                                  | k0182/5523  |                              |
| Bollspel                                                        | Ingrid Eriksson                        |       |                                   |                                                                  |              | Ormingehallen, Sandövägen 4 koordinater saknas                                                | k0182/5524  |                              |
| Fisksätra I                                                     | Ilhan Koman Henry Gustafsson           | 1975  |                                   | Järn                                                             |              | Fisksätra Allé koordinater saknas                                                             | k0182/5525  |                              |
| Fisksätra II                                                    | Ilhan Koman Henry Gustafsson           | 1975  |                                   | Järn                                                             |              | Fisksätra Allé koordinater saknas                                                             | k0182/5526  |                              |
| Fisksätra III                                                   | Ilhan Koman Henry Gustafsson           | 1975  |                                   | Järn                                                             |              | Fisksätra Allé koordinater saknas                                                             | k0182/5527  |                              |
| Arkitekta Skulpturum                                            | Bertil Herlow Svensson                 | 1976  |                                   | Skulptur - Aluminium                                             |              | Fisksätra Allé 59.29208, 18.25752                                                             | k0182/5528  |                              |
| Del av helhet, helhet av del                                    | Bertil Herlow Svensson                 | 1976  |                                   | Aluminium                                                        |              | Båthöjden koordinater saknas                                                                  | k0182/5529  |                              |
| Del av helhet, helhet av del                                    | Bertil Herlow Svensson                 | 1976  |                                   | Aluminium                                                        |              | Fiskarhöjden koordinater saknas                                                               | k0182/5530  |                              |
| Förste orienteraren                                             | Olle Carlström                         | 1975  |                                   | Stål                                                             |              | Tippen, Saltsjö Torg koordinater saknas                                                       | k0182/5531  |                              |
| Vilken hand?                                                    | Gustaf Nordahl                         | 1972  |                                   | Brons                                                            |              | Tippen, Saltsjö Torg koordinater saknas                                                       | k0182/5532  |                              |
| Okänd titel                                                     | Gerd Melén                             | 1996  |                                   | Fasadutsmyckning - emalj                                         |              | Näckenbadet, Neglingevägen koordinater saknas                                                 | k0182/5533  |                              |
| Den store hvide                                                 | Edvin Öhrström                         | 1995  |                                   | Brons                                                            |              | Neglingeparken koordinater saknas                                                             | k0182/5534  |                              |
| Knut Wallenberg                                                 | Carl Milles                            | 1916  |                                   | byst - röd granit                                                |              | Knut Wallenbergs park koordinater saknas                                                      | k0182/5535  |                              |
| Handbollsspelare                                                | Mikael Göransson                       | 2011  |                                   |                                                                  |              | Skuruhallen, Mariehällsvägen 4 koordinater saknas                                             | k0182/5536  |                              |
| Peptalk                                                         | Lars Bergström Mats Bigert             | 2004  |                                   |                                                                  |              | Ältahallen, Almvägen 1 koordinater saknas                                                     | k0182/5537  |                              |
| Skyttlar                                                        | Hanna Stahle                           | 2012  |                                   | Metall                                                           |              | Storkällan, Storkällans Väg koordinater saknas                                                | k0182/5538  |                              |
| Okänd titel                                                     | Åke Pallarp                            | 1987  |                                   | Fasadmålning                                                     |              | Vattentornet, Jarlaberg, Enspännarvägen koordinater saknas                                    | k0182/5539  |                              |
| Okänd titel                                                     | Hans Peterson                          | 2010  |                                   |                                                                  |              | Stadshuset, Granitvägen 15 koordinater saknas                                                 | k0182/5541  |                              |
| Sinnenas trädgård                                               | Mette Wihlborg                         | 2009  |                                   |                                                                  |              | Tallidsgården, Helgesons väg 5 koordinater saknas                                             | k0182/5542  |                              |
| Fågelbyn                                                        | Aleksandra Stratimirovic               | 2010  |                                   |                                                                  |              | Saltsjöbadens ishall, Samskolevägen koordinater saknas                                        | k0182/5544  |                              |
| Dröm eller verklighet                                           | Susan Gillhög                          |       |                                   | målning - emalj                                                  |              | Jarlaberg koordinater saknas                                                                  | UGC/2305    |                              |
| Flaggstångsfundament                                            | Christian Eriksson                     | 1905  |                                   | brons                                                            | Saltsjöbaden | Grand Hotel koordinater saknas                                                                | UGC/2306    | Fler bilder                  |
| Gud Fader på Himmelsbågen Även känd som: Gud Fader på Regnbågen | Carl Milles Marshall Fredericks        | 1995  |                                   | skulptur - brons och stål                                        | Nacka Strand | piren i båthamnen 59.31864, 18.15999                                                          | UGC/2307    | Fler bilder                  |
| Hästar                                                          | Aline Magnusson                        | 1993  |                                   | brons                                                            |              | Orminge centrum 59.32656, 18.25767                                                            | UGC/2308    |                              |
| Lek vid stranden                                                | Theodor Lundberg                       | 1910  |                                   | skulptur - brons                                                 |              | Grand Hotel Saltsjöbaden 59.2767, 18.31207                                                    | UGC/2309    | Fler bilder                  |
| Lilla elefanten drömmer                                         | Torsten Renqvist                       | 1975  |                                   | betong                                                           | Jarlaberg    | Jarlaberg, gård 15 koordinater saknas                                                         | UGC/2310    |                              |
| Medici–lejonet                                                  | Heinrich Mueller                       | 1996  |                                   | brons                                                            | Nacka Strand | Utanför polishuset, Augustendalsvägen/Jakobsvägen koordinater saknas                          | UGC/2311    |                              |
| Mot framtiden                                                   | Nils Sjögren                           | 1950  |                                   | skulptur - granit                                                | Saltsjöbaden | Vår Gård koordinater saknas                                                                   | UGC/2312    | Mot framtiden                |
| Neonslingor                                                     | Gun Gordillo                           | 1990  |                                   |                                                                  |              | Forum Nacka koordinater saknas                                                                | UGC/2313    |                              |
| Relief i rakubränd keramik                                      | Anna Eilert                            |       |                                   |                                                                  |              | Nacka centrum koordinater saknas                                                              | UGC/2314    |                              |
| Saltsjöbadsodjuret                                              | Lisa Larson                            | 1993  |                                   | skulptur - keramik                                               | Saltsjöbaden | entréparken på Vår Gård 59.2805, 18.3105                                                      | UGC/2315    | Saltsjöbadsodjuret           |
| Skridskolöparen Även känd som: Skridskoåkaren                   | Christian Eriksson                     | 1911  |                                   | skulptur - brons                                                 | Saltsjöbaden | Grand Hotel 59.27729, 18.3129                                                                 | UGC/2316    | Fler bilder                  |
| Sälar                                                           | Aline Magnusson                        | 1994  |                                   | brons                                                            | Nacka Strand | Entrén till Teliahuset, Augustendalsvägen koordinater saknas                                  | UGC/2317    |                              |
| Portarna till Uppenbarelsekyrkan                                | Carl Milles                            | 1913  |                                   | reliefer - brons                                                 | Saltsjöbaden | Uppenbarelsekyrkan koordinater saknas                                                         | UGC/2318    |                              |
| Yzip                                                            | Olle Bærtling                          | 1969  |                                   |                                                                  | Saltsjöbaden | Vår Gård koordinater saknas                                                                   | UGC/2319    | Yzip                         |
| Ängel över Nacka sten                                           | Peter Linde                            | 1995  |                                   | skulptur - brons, norsk svart labrador                           | Nacka Strand | Svensons torg, utanför Nacka Tingshus 59.3166, 18.1654                                        | UGC/2320    | Ängel över Nacka sten        |
| Ramverk Även känd som: Björnar                                  | Aline Magnusson                        |       |                                   |                                                                  |              | HSB Nacka Forum koordinater saknas                                                            | UGC/2321    | Ramverk                      |
| Pilt-Carin                                                      | Peter Linde                            | 2005  |                                   |                                                                  | Järla sjö    | framför Järla gård koordinater saknas                                                         | UGC/2322    | Pilt-Carin                   |
| Sång över vattnet                                               | Peter Linde                            | 2008  | Byst av Alice Babs                | byst                                                             | Saltsjöbaden | Restaurangholmen 59.27698, 18.31554                                                           | UGC/2323    | Sång över vattnet            |
| Saltis                                                          | Bosse Falk                             |       | Ingår i Sweden Solar System       | skulptur                                                         | Saltsjöbaden | Kunskapsskolan 59.2725, 18.30472                                                              | UGC/2324    | Saltis                       |
| Medvind                                                         | Carl-Gustav Ekberg                     | 2009  |                                   | skulptur - brons                                                 | Saltsjöbaden | rondellen framför Grand Hotel 59.27874, 18.3111                                               | UGC/2325    | Medvind                      |
| Dansande tranor                                                 | Jussi Mäntynen                         |       |                                   | brons                                                            | Saltsjöbaden | Vår Gård koordinater saknas                                                                   | UGC/2326    | Dansande tranor              |
| Händer                                                          | Karin Meijer                           | 1998  |                                   | skulptur - cortenstål                                            | Saltsjöbaden | Vår Gård koordinater saknas                                                                   | UGC/2327    | Händer                       |
| Okänd titel                                                     | Edvin Öhrström                         |       |                                   | obelisk - glas                                                   | Saltsjöbaden | Vår Gård koordinater saknas                                                                   | UGC/2328    |                              |
| Rochdalemonumentet                                              | Nils Sjögren                           | 1944  |                                   | skulptur - granit                                                | Saltsjöbaden | Vår Gård 59.28456, 18.30716                                                                   | UGC/2329    | Rochdalemonumentet           |
| Martin Sundell                                                  | Okänd                                  |       | Byst av KF-ledaren Martin Sundell | byst                                                             | Saltsjöbaden | Vår Gård koordinater saknas                                                                   | UGC/2330    | Martin Sundell               |
| Okänd titel                                                     | Okänd                                  |       |                                   | byst - granit                                                    | Saltsjöbaden | utanför Villa Skärtofta på Vår Gård koordinater saknas                                        | UGC/2331    |                              |
| Okänd titel                                                     | Eje Öberg                              |       |                                   | målning - emalj                                                  | Saltsjöbaden | yttervägg av Vår Gård koordinater saknas                                                      | UGC/2332    |                              |
| Sickla vatten                                                   | Maria Ängquist-Klyvare                 | 2012  |                                   | trappa/helhetsgestaltning - corténstål, akryl, sten, betong, trä | Sickla       | 59.3061, 18.12011                                                                             | UGC/2335    |                              |

## Fotnoter
1. ↑  http://infobank.nacka.se/ext/kultur/nackas_historia/nacka_genom_tiderna/Konst/berglin.html
2. ↑  möjligen inomhus
3. ↑  http://infobank.nacka.se/ext/kultur/nackas_historia/nacka_genom_tiderna/Konst/andersson.html
4. ↑  http://infobank.nacka.se/ext/kultur/nackas_historia/nacka_genom_tiderna/Konst/body_olofgors.html
5. ↑  http://infobank.nacka.se/ext/kultur/nackas_historia/nacka_genom_tiderna/Konst/ilvessalo.html
6. ↑  http://infobank.nacka.se/ext/kultur/nackas_historia/nacka_genom_tiderna/Konst/knoppel.html
7. ↑  Delar av verket (träskulpturen) är inomhus
8. ↑  http://infobank.nacka.se/ext/kultur/nackas_historia/nacka_genom_tiderna/Konst/renqvistt.html
9. ↑  http://infobank.nacka.se/ext/kultur/nackas_historia/nacka_genom_tiderna/Konst/renqvistt.html
10. ↑  http://infobank.nacka.se/ext/kultur/nackas_historia/nacka_genom_tiderna/Konst/gustafsson.html
11. ↑  http://infobank.nacka.se/ext/kultur/nackas_historia/nacka_genom_tiderna/Konst/gustafsson.html
12. ↑  http://infobank.nacka.se/ext/kultur/nackas_historia/nacka_genom_tiderna/Konst/gustafsson.html
13. ↑  http://infobank.nacka.se/ext/kultur/nackas_historia/nacka_genom_tiderna/Konst/herlov_svensson.html
14. ↑  möjligen inomhus
15. ↑  http://infobank.nacka.se/ext/kultur/nackas_historia/nacka_genom_tiderna/Konst/ohrstrom.html
16. ↑  http://infobank.nacka.se/ext/kultur/nackas_historia/nacka_genom_tiderna/Konst/pallarp.html
17. ↑  http://infobank.nacka.se/ext/kultur/nackas_historia/nacka_genom_tiderna/Konst/gillhog.html
18. ↑  http://infobank.nacka.se/ext/kultur/nackas_historia/nacka_genom_tiderna/Konst/eriksson2.html
19. ↑  http://infobank.nacka.se/ext/kultur/nackas_historia/nacka_genom_tiderna/Konst/milles.html
20. ↑  http://infobank.nacka.se/ext/kultur/nackas_historia/nacka_genom_tiderna/Konst/magnussonh.html
21. ↑  http://infobank.nacka.se/ext/kultur/nackas_historia/nacka_genom_tiderna/Konst/lundberg.html
22. ↑  http://infobank.nacka.se/ext/kultur/nackas_historia/nacka_genom_tiderna/Konst/renqvist.html
23. ↑  http://infobank.nacka.se/ext/kultur/nackas_historia/nacka_genom_tiderna/Konst/mueller.html
24. ↑  http://infobank.nacka.se/ext/kultur/nackas_historia/nacka_genom_tiderna/Konst/sjogren.html
25. ↑  http://infobank.nacka.se/ext/kultur/nackas_historia/nacka_genom_tiderna/Konst/gordillo.html
26. ↑  http://infobank.nacka.se/ext/kultur/nackas_historia/nacka_genom_tiderna/Konst/eilert.html
27. ↑  http://infobank.nacka.se/ext/kultur/nackas_historia/nacka_genom_tiderna/Konst/larson.html
28. ↑  http://infobank.nacka.se/ext/kultur/nackas_historia/nacka_genom_tiderna/Konst/body_eriksson.html
29. ↑  http://infobank.nacka.se/ext/kultur/nackas_historia/nacka_genom_tiderna/Konst/magnusson.html
30. ↑  http://infobank.nacka.se/ext/kultur/nackas_historia/nacka_genom_tiderna/Konst/millesd.html
31. ↑  http://infobank.nacka.se/ext/kultur/nackas_historia/nacka_genom_tiderna/Konst/body_baertling.html
32. ↑  Fontän fram tills 2008 då torget byggdes om och skulpturen placerades på en stenpelare.
33. ↑  http://infobank.nacka.se/ext/kultur/nackas_historia/nacka_genom_tiderna/Konst/linde.html